# Luvigny
Luvigny is een gemeente in het Franse departement Vosges (regio Grand Est) en telt 116 inwoners (2009). De plaats maakt deel uit van het arrondissement Saint-Dié-des-Vosges.

## Geografie
De oppervlakte van Luvigny bedraagt 4,0 km², de bevolkingsdichtheid is dus 29 inwoners per km².
De onderstaande kaart toont de ligging van Luvigny met de belangrijkste infrastructuur en aangrenzende gemeenten.

## Demografie
Onderstaande figuur toont het verloop van het inwonertal (bron: INSEE-tellingen).